# Сенот (печера)
Сенот (ісп. cenote) — природна підземна порожнина у вигляді провалля, утвореного при обваленні склепіння вапнякової печери, в якій протікають підземні води.

## Загальна інформація
В релігії стародавньої цивілізації Мая, входами до підземного царства Шібалби часто вважалися глибокі печери. В дуже відомій печері Нах-Туніч, відкритій в 1979 році, було знайдено багато поховань пізнього класичного і посткласичного періодів, але печера була пограбована до знахідки її археологами. Ймовірно, печери також асоціювалися у мая з горами, і навіть зараз вони проводять ритуали у печерах з метою викликати дощ, який, як вони вірять, зароджується у цих печерах ще до того, як він підіймається до неба. Дослідниками цієї древньої цивілізації знайдено більш ніж сотню печер з залишками поховань та зображень мая. Часто такими ж священними місцями вважаються і сеноти, тобто природні провалля, утворені при обваленні склепіння вапнякової печери, в якій протікають підземні води.

## Утворення
Утворюються сеноти переважно під дією вилуговування та розмивання водою легко розчинних гірських порід, а саме вапняків, а також внаслідок екзогенних та ендогенних процесів з подальшим обваленням склепіння.

## Підземні води
У деяких сенотах присутні активні виходи підземних вод у вигляді джерел, підземних річок та озер.

## Дослідження
Так, в 2023 році, археологи з Національного інституту антропології вивчили унікальне каное мая, яке ще два роки тому виявили у затопленому сеноті Сан-Андрес (Мексика), та в кінці червня 2023 року вони, вперше, поділилися своїми висновками. Довжина знайденого каное становить 2,15 метра, ширина – 45 сантиметрів, а висота – 36,5 сантиметрів. Воно безперечно виготовлено в традиціях мая, дійшли висновку вчені. Однак воно не використовувалося за призначенням — заважкі ніс і корма ніяк не могли триматися на воді. Отже, човен створювали у символічних цілях. Швидше за все, для підношення богам. А сам сенот Сан-Адреас, ймовірно, вважався у цивілізації Мезоамерики входом до потойбічного світу, вважають вчені. На це вказує і те, що в ньому були численні людські останки, а також кістки броненосців, собак, індичок і орлів. Фахівці вже ідентифікували 38 скелетів. Переважна серед них кількість кісток броненосців наводять експертів на думку про ритуальне використання каное та його розміщення в печері до того, як її було затоплено. Завдяки цьому дослідженню вчені визначили й точний вік знахідки. Радіовуглецеве датування деревини каное показало, що його створили в XVI ст., а не в період з 830 по 950 роки, як вважалося раніше.